# William Maxwell Aitken

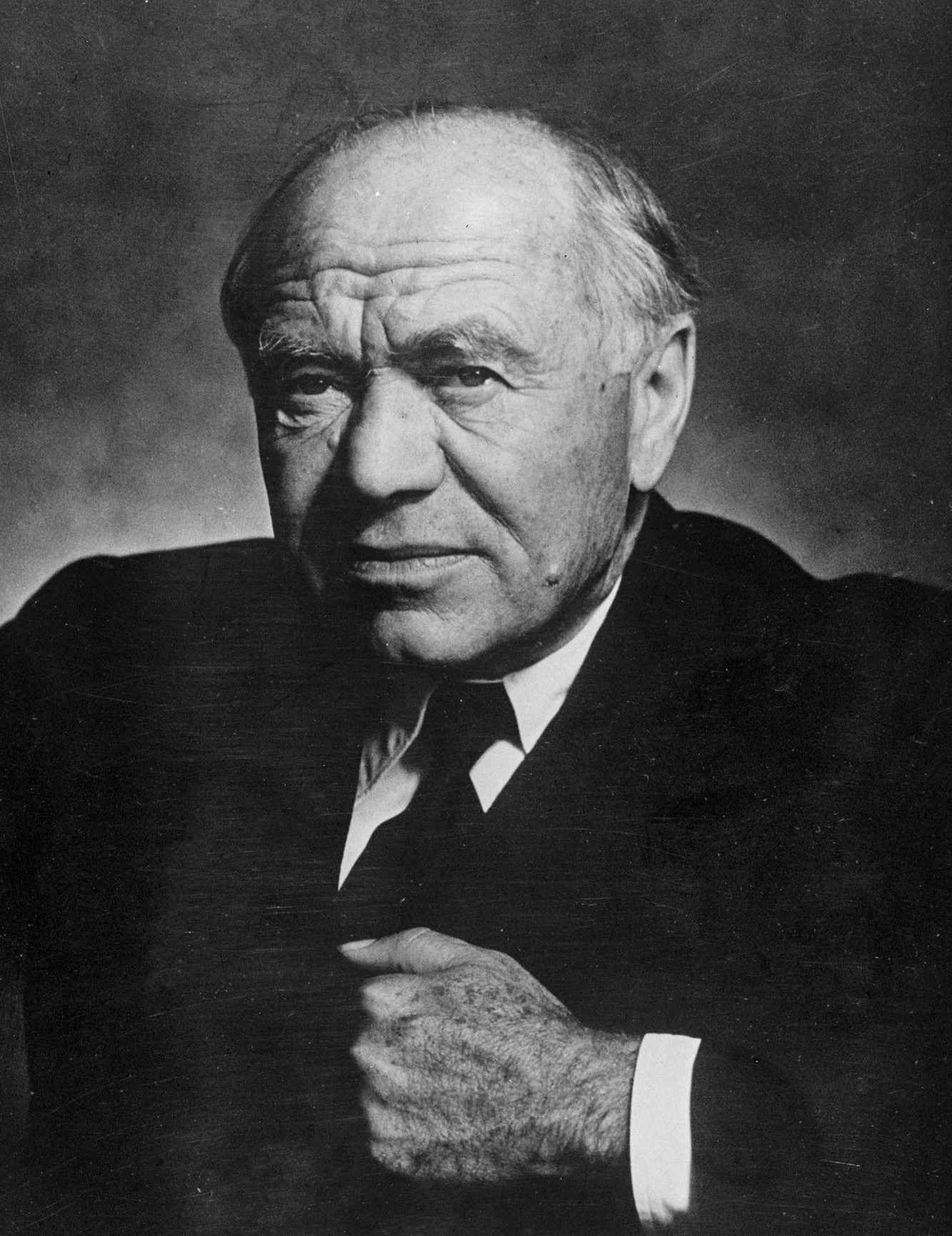
William Maxwell Aitken

William Maxwell Aitken, 1º Barão Beaverbrook, PC, ONB (25 de maio de 1879 - 9 de junho de 1964), geralmente conhecido como Lord Beaverbrook, foi um editor de jornal canadense-britânico e político de bastidores que foi uma figura influente na mídia e política britânicas do primeiro metade do século XX. Sua base de poder era o jornal de maior circulação do mundo, o Daily Express, que atraía a classe trabalhadora conservadora com notícias e editoriais intensamente patrióticos. Durante a Segunda Guerra Mundial, ele desempenhou um papel importante na mobilização de recursos industriais como Ministro de Produção de Aeronaves de Winston Churchill.
O jovem Max Aitken tinha o dom de ganhar dinheiro e era milionário aos 30 anos. Suas ambições de negócios rapidamente superaram as oportunidades no Canadá e ele se mudou para a Grã-Bretanha. Lá ele fez amizade com Bonar Law e com seu apoio ganhou um assento na Câmara dos Comuns nas eleições gerais de dezembro de 1910 no Reino Unido. Um título de cavaleiro seguido logo depois. Durante a Primeira Guerra Mundial, ele dirigiu o escritório de Registros Canadense em Londres e desempenhou um papel na remoção de H. H. Asquith como primeiro-ministro em 1916. O governo de coalizão resultante (com David Lloyd George como primeiro-ministro e Bonar Law como Chanceler do Tesouro) recompensou Aitken com um título de nobreza e, brevemente, um cargo no Gabinete como Ministro da Informação.
Após a guerra, o agora Lord Beaverbrook concentrou-se em seus interesses comerciais. Ele transformou o Daily Express no jornal de maior circulação em massa do mundo, com vendas de 2,25 milhões de cópias por dia em toda a Grã-Bretanha. Ele o usou para realizar campanhas pessoais, principalmente para a reforma tarifária e para que o Império Britânico se tornasse um bloco de livre comércio. Beaverbrook apoiou os governos de Stanley Baldwin e Neville Chamberlain ao longo da década de 1930 e foi persuadido por outro amigo político de longa data, Winston Churchill, a servir como seu Ministro da Produção de Aeronaves a partir de maio de 1940. Churchill e outros mais tarde elogiaram suas contribuições ministeriais. Ele renunciou devido a problemas de saúde em 1941, mas mais tarde na guerra foi nomeado Lord do Selo Privado.
Beaverbrook passou sua vida posterior administrando seus jornais, que até então incluíam o Evening Standard e o Sunday Express. Ele serviu como chanceler da Universidade de New Brunswick e desenvolveu uma reputação como historiador com seus livros sobre história política e militar.